# China op de Olympische Zomerspelen 2004
China nam deel aan de Olympische Zomerspelen 2004 in Athene, Griekenland. China is bezig aan een gestage opmars in het medailleklassement. In 1996 eindigde ze als vierde, in 2000 als derde en in 2004 als tweede. Op de Spelen van 2008, die in eigen land worden gehouden, doen ze een gooi naar de eerste positie.

## Medailleoverzicht
| Sport          | Olympiër | Discipline                 | Medaille |
| -------------- | --- | -------------------------- | -------- |
| Atletiek       | Liu Xiang | 110m horden (m)            | Goud     |
| Atletiek       | Xing Huina | 10000m (v)                 | Goud     |
| Badminton      | Zhang Ning | enkelspel (v)              | Goud     |
| Badminton      | Yang Wei Zhang Jiewen | dubbelspel (v)             | Goud     |
| Badminton      | Zhang Jun Gao Ling | dubbelspel (g)             | Goud     |
| Gewichtheffen  | Shi Zhiyong | -62kg (m)                  | Goud     |
| Gewichtheffen  | Zhang Guozheng | -69kg (m)                  | Goud     |
| Gewichtheffen  | Chen Yanqing | -58kg (v)                  | Goud     |
| Gewichtheffen  | Liu Chunhong | -69kg (v)                  | Goud     |
| Gewichtheffen  | Tang Gonghong | +75kg (v)                  | Goud     |
| Gymnastiek     | Teng Haibin | paard voltige (m)          | Goud     |
| Judo           | Xian Dongmei | -52kg (v)                  | Goud     |
| Kanovaren      | Meng Guanliang Yang Wenjun                                                                                                  | C-2 500m (m)               | Goud     |
| Schietsport    | Wang Yifu | 10m luchtpistool (m)       | Goud     |
| Schietsport    | Zhu Qinan | 10m luchtgeweer (m)        | Goud     |
| Schietsport    | Jia Zhanbo | 50m geweer 3 houdingen (m) | Goud     |
| Schietsport    | Du Li | 10m luchtgeweer (v)        | Goud     |
| Schoonspringen | Peng Bo | 3m plank (m)               | Goud     |
| Schoonspringen | Hu Jia | 10m toren (m)              | Goud     |
| Schoonspringen | Tian Liang Yang Jinghui | 10m toren synchroon (m)    | Goud     |
| Schoonspringen | Guo Jingjing | 3m plank (v)               | Goud     |
| Schoonspringen | Guo Jingjing Wu Minxia | 3m plank synchroon (v)     | Goud     |
| Schoonspringen | Lao Lishi Li Ting | 10m toren synchroon (v)    | Goud     |
| Taekwondo      | Luo Wei | -67kg (v)                  | Goud     |
| Taekwondo      | Chen Zhong | +67kg (v)                  | Goud     |
| Tafeltennis    | Chen Qi Ma Lin | dubbelspel (m)             | Goud     |
| Tafeltennis    | Zhang Yining | enkelspel (v)              | Goud     |
| Tafeltennis    | Zhang Yining Wang Nan | dubbelspel (v)             | Goud     |
| Tennis         | Li Ting Sun Tiantian | dubbelspel (v)             | Goud     |
| Volleybal      | Chen Jing Yang Hao Feng Kun Zhang Na Li Shan Zhang Ping Liu Yanan Zhang Yuehong Song Nina Zhao Ruirui Wang Lina Zhou Suhong | zaal (v)                   | Goud     |
| Worstelen      | Wang Xu | -72kg vrije stijl (v)      | Goud     |
| Zwemmen        | Luo Xuejuan | 100m schoolslag (v)        | Goud     |
| Badminton      | Gao Ling Huang Sui | dubbelspel (v)             | Zilver   |
| Boogschieten   | He Ying Lin Sang Zhang Juanjuan                                                                                             | team (v)                   | Zilver   |
| Gewichtheffen  | Wu Meijin | -56kg (m)                  | Zilver   |
| Gewichtheffen  | Le Maosheng | -62kg (m)                  | Zilver   |
| Gewichtheffen  | Li Zhuo | -48kg (v)                  | Zilver   |
| Judo           | Liu Xia | -78kg (v)                  | Zilver   |
| Schermen       | Dong Zhaozi Wang Haibin Xu Hanxiong Ye Chong                                                                                | floret team (m)            | Zilver   |
| Schermen       | Wang Lei | degen (m)                  | Zilver   |
| Schermen       | Tan Xue | sabel (v)                  | Zilver   |
| Schietsport    | Li Jie | 10m luchtgeweer (m)        | Zilver   |
| Schietsport    | Wei Ning | skeet (v)                  | Zilver   |
| Schoonspringen | Wu Minxia | 3m plank (v)               | Zilver   |
| Schoonspringen | Lao Lishi | 10m toren (v)              | Zilver   |
| Tafeltennis    | Wang Hao | enkelspel (m)              | Zilver   |
| Wielrennen     | Jiang Yonghua | tijdrit (v)                | Zilver   |
| Zeilen         | Yin Jian | mistral (v)                | Zilver   |
| Zwemmen        | Li Ji Pang Jiaying Xu Yanwei Yang Yu Zhu Yingwen                                                                            | 4x200m vrije slag (v)      | Zilver   |
| Badminton      | Zhou Mi | enkelspel (v)              | Brons    |
| Boksen         | Lou Shiming | -48kg (m)                  | Brons    |
| Gymnastiek     | Li Xiaopeng | brug (m)                   | Brons    |
| Gymnastiek     | Zhang Nan | individuele meerkamp (v)   | Brons    |
| Gymnastiek     | Huang Shanshan | trampoline (m)             | Brons    |
| Judo           | Gao Feng | -48kg (v)                  | Brons    |
| Judo           | Qin Dongya | -70kg (v)                  | Brons    |
| Judo           | Sun Fuming | +78kg (v)                  | Brons    |
| Schietsport    | Wang Zheng | dubbeltrap (m)             | Brons    |
| Schietsport    | Wang Chengyi | 50m geweer 3 houdingen (v) | Brons    |
| Schietsport    | Gao E | dubbeltrap (v)             | Brons    |
| Schoonspringen | Tian Liang | 10m toren (m)              | Brons    |
| Tafeltennis    | Wang Liqin | enkelspel (m)              | Brons    |
| Tafeltennis    | Guo Yue Niu Jianfeng | dubbelspel (v)             | Brons    |

## Medailles per sport
| Onderdeel      | Goud | Zilver | Brons | Totaal | Rang |
| -------------- | ---- | ------ | ----- | ------ | ---- |
| Schoonspringen | 6    | 2      | 1     | 9      | 1    |
| Gewichtheffen  | 5    | 3      | 0     | 8      | 1    |
| Schieten       | 4    | 2      | 3     | 9      | 1    |
| Tafeltennis    | 3    | 1      | 2     | 6      | 1    |
| Badminton      | 3    | 1      | 1     | 5      | 1    |
| Atletiek       | 2    | 0      | 0     | 2      | 11   |
| Taekwondo      | 2    | 0      | 0     | 2      | 3    |
| Judo           | 1    | 1      | 3     | 5      | 2    |
| Zwemmen        | 1    | 1      | 0     | 2      | 10   |
| Tennis         | 1    | 0      | 0     | 1      | 2    |
| Gymnastiek     | 1    | 0      | 3     | 4      | 8    |
| Worstelen      | 1    | 0      | 0     | 1      | 8    |
| Kanovaren      | 1    | 0      | 0     | 1      | 8    |
| Volleybal      | 1    | 0      | 0     | 1      | 3    |
| Boksen         | 0    | 0      | 1     | 1      | 16   |
| Wielersport    | 0    | 1      | 0     | 1      | 14   |
| Boogschieten   | 0    | 1      | 0     | 1      | 4    |
| Schermen       | 0    | 3      | 0     | 3      | 7    |
| Zeilen         | 0    | 1      | 0     | 1      | 11   |
| Totaal         | 32   | 17     | 14    | 63     | 2    |

## Deelnemers en resultaten per onderdeel

### Atletiek
| Olympiër       | Onderdeel                | Resultaat | Prestatie |
| -------------- | ------------------------ | --------- | --- |
| Chen Haijian   | 100m (m)                 | 46e       | serie 1: 5de in 10,45 |
| Yang Yaozu     | 200m (m)                 | 28e       | serie 1: 4e in 20,59 kwartfinale 2: 8ste in 21,03 |
| Dou Zhaobo     | 1500m (m)                | 33e       | serie 3: 11de in 3.50,28 |
| Liu Xiang      | 110m horden (m)          | Goud      | serie 3: 1e in 13,27 kwartfinale 3: 1e in 13,27 halve finale 1: 2e in 13,18 finale: 1e in 12,91 (WR) |
| Shi Dongpeng   | 110m horden (m)          | 33e       | serie 3: 6de in 13,68 |
| Han Gang       | marathon (m)             | 66e       | 2:27.31 |
| Li Zhuhong     | marathon (m)             | 31e       | 2:19.26 |
| Zhu Ronghua    | marathon (m)             | 76e       | 2:34.02 |
| Han Yucheng    | 20km snelwandelen (m)    | 40e       | 1:32.18 |
| Liu Yunfeng    | 20km snelwandelen (m)    | 25e       | 1:27.21 |
| Zhu Hongjun    | 20km snelwandelen (m)    | 6e        | 1:21.40 |
| Alatan Gadasu  | 50km snelwandelen (m)    | 10e       | 3:51.55 |
| Han Yucheng    | 50km snelwandelen (m)    | DNF       | niet gefinisht |
| Yu Chaohong    | 50km snelwandelen (m)    | 4e        | 3:43.45 |
| Zhou Can       | verspringen (m)          | 34e       | kwalificatie groep A: 17de met 7,47m |
| Li Yanxi       | hink-stap-springen (m)   | 15e       | kwalificatie groep B: 7de met 17,64m |
| Liu Yang       | hoogspringen (m)         | 36e       | kwalificatie groep B: 18de met 2,10m7 |
| Liu Feiliang   | polsstokhoogspringen (m) | DNF       | kwalificatie groep A: geen geldige poging |
| Wu Tao         | discuswerpen (m)         | 18e       | kwalificatie groep B: 10de met 60,60m |
| Li Rongxiang   | speerwerpen (m)          | 15e       | kwalificatie groep B: 8ste met 79,94m |
| Qi Haifeng     | tienkamp (m)             | 18e       | 100m: 28ste in 11,06 (847 punten) verspringen: 13e met 7,34m (896 punten) kogelstoten: 29ste met 13,55m (701 punten) hoogspringen: 14e met 1,97m (776 punten) 400m: 22ste in 49,65 (831 punten) 110m horden: 20ste in 14,78 (876 punten) discuswerpen: 11de met 45,13m (770 punten) polsstokhoogspringen: 22ste met 4,50m speerwerpen: 11de met 60,79m (750 punten) 1500m: 11de in 4.32,63 (727 punten) totaal: 7934 punten |
|                |                          |           | |
| Li Xuemei      | 100m (v)                 | 57e       | serie 5: 7de in 12,21 |
| Bo Fanfang     | 400m (v)                 | 39e       | serie 2: 7de in 56,01 |
| Sun Yingjie    | 5000m (v)                | 8e        | serie 1: 7de in 15.03,00 finale: 8ste in 15.07,23 |
| Xing Huina     | 5000m (v)                | 9e        | serie 2: 5de in 14.56,01 finale: 9de in 15.07,41 |
| Sun Yingjie    | 10000m (v)               | 6e        | 30.54,37 |
| Xing Huina     | 10000m (v)               | Goud      | 30.24,36 |
| Su Yiping      | 100m horden (v)          | 31e       | serie 3: 7de in 13,53 |
| Huang Xiaoxiao | 400m horden (v)          | 14e       | serie 5: 3e in 54,81 halve finale 2: 8ste in 55,53 |
| Li Helan       | marathon (v)             | 22e       | 2:37.53 |
| Zhang Shujing  | marathon (v)             | 12e       | 2:34.34 |
| Zhou Chunxiu   | marathon (v)             | 33e       | 2:42.54 |
| Jiang Jing     | 20km snelwandelen (v)    | 32e       | 1:35.56 |
| Song Hongjuan  | 20km snelwandelen (v)    | 14e       | 1:31.27 |
| Wang Liping    | 20km snelwandelen (v)    | 8e        | 1:30.16 |
| Guan Yingnan   | verspringen (v)          | 19e       | kwalificatie groep A: 12e met 6,46m |
| Liang Shuyan   | verspringen (v)          | 35e       | kwalificatie groep A: 17de met 5,92m |
| Wang Lina      | verspringen (v)          | 14e       | kwalificatie groep B: 5de met 6,53m |
| Huang Qiuyan   | hink-stap-springen (v)   | 12e       | kwalificatie groep B: 2e met 14,66m finale: 12e met 14,33m |
| Zhang Hao      | hink-stap-springen (v)   | 32e       | kwalificatie groep A: 17de met 13,30m |
| Jing Xuezhu    | hoogspringen (v)         | 16e       | kwalificatie groep B: 9de met 1,89m |
| Gao Shuying    | polsstokhoogspringen (v) | 24e       | kwalificatie groep B: 13e met 4,15m |
| Zhao Yingying  | polsstokhoogspringen (v) | 23e       | kwalificatie groep A: 11de met 4,30m |
| Li Fengfeng    | kogelstoten (v)          | 23e       | kwalificatie groep A: 11de met 16,90m |
| Li Meiju       | kogelstoten (v)          | 9e        | kwalificatie groep B: 5de met 18,16m finale: 9de met 18,37m |
| Zhang Xiaoyu   | kogelstoten (v)          | 20e       | kwalificatie groep A: 10de met 17,22m |
| Huang Qun      | discuswerpen (v)         | 32e       | kwalificatie groep A: 17de met 56,53m |
| Li Yanfeng     | discuswerpen (v)         | 9e        | kwalificatie groep B: 6de met 61,35m finale: 9de met 61,05m |
| Song Aimin     | discuswerpen (v)         | 25e       | kwalificatie groep B: 13e met 58,19m |
| Ma Ning        | speerwerpen (v)          | 18e       | kwalificatie groep A: 11de met 59,80m |
| Xue Juan       | speerwerpen (v)          | 37e       | kwalificatie groep B: 19de met 52,97m |
| Gu Yuan        | kogelslingeren (v)       | 10e       | kwalificatie groep A: 1e met 71,65m finale: 10de met 69,67m |
| Liu Yinghui    | kogelslingeren (v)       | 14e       | kwalificatie groep B: 8ste met 68,12m |
| Zhang Wenxiu   | kogelslingeren (v)       | 7e        | kwalificatie groep B: 3e met 71,56m finale: 7de met 72,03m |
| Shen Shengfei  | zevenkamp (v)            | 27e       | 100m horden: 31e in 14,18 (953 punten) hoogspringen: 17de met 1,73m (891 punten) kogelstoten: 9de met 14,22m (809 punten) 200m: 30ste in 26,01 (796 punten) verspringen: geen geldige poging (0 punten) speerwerpen: 10de met 46,95m (801 punten) 800m: 28ste in 2.29,50 (699 punten) totaal: 4949 punten |

### Badminton
| Olympiër                 | Onderdeel      | Resultaat | Prestatie |
| ------------------------ | -------------- | --------- | --- |
| Bao Chunlai              | enkelspel (m)  | 9e        | 1e ronde: W van JPN Satō: 15-6, 15-5 2e ronde: V van KOR Park: 11-15, 12-15 |
| Chen Hong                | enkelspel (m)  | 5e        | 1e ronde: W van DEN Jonassen: 12-15, 15-9, 15-9 2e ronde: W van MAS Lee: 15-11, 3-15, 15-12 kwartfinale: V van KOR Shon: 15-10, 4-15, 10-15                                                                                  |
| Lin Dan                  | enkelspel (m)  | 17e       | 1e ronde: V van SIN Susilo: 12-15, 10-15 |
| Cai Yun Fu Haifeng       | dubbelspel (m) | 9e        | 1e ronde: W van JPN Masuda/Ōtsuka: 15-6, 16-17, 15-9 2e ronde: V van DEN Eriksen/Hansen: 15-3, 11-15, 8-15 |
| Sang Yang Zheng Bo       | dubbelspel (m) | 9e        | 1e ronde: W van MAS Chan/Chew: 15-11, 15-7 2e ronde: V van KOR Ha/Kim: 7-15, 11-15 |
|                          |                |           | |
| Gong Ruina               | enkelspel (v)  | 4e        | 1e ronde: W van SIN Li: 11-9, 11-4 2e ronde: W van THA Ponsana: 11-8, 11-3 kwartfinale: W van TPE Cheng: 11-3, 11-3 halve finale: V van NED Audina: 4-11, 2-11 bronzen finale: V van CHN Zhou: 2-11, 11-8, 6-11              |
| Zhang Ning               | enkelspel (v)  | Goud      | 1e ronde: W van SWE Andrievskaya: 4-11, 11-3, 11-7 2e ronde: W van GBR Morgan: 11-6, 11-8 kwartfinale: W van HKG Wang: 6-11, 11-6, 11-7 halve finale: W van CHN Zhou: 11-6, 11-4 finale: W van NED Audina: 8-11, 11-6, 11-7  |
| Zhou Mi                  | enkelspel (v)  | Brons     | 1e ronde: W van GER Xu: 9-11, 11-5, 11-2 2e ronde: W van JPN Mori: 11-2, 11-4 kwartfinale: W van BUL Nedelcheva: 11-4, 11-1 halve finale: V van CHN Ning: 6-11, 4-11 bronzen finale: W van CHN Ruina: 11-2, 8-11, 11-6       |
| Huang Sui Gao Ling       | dubbelspel (v) | Zilver    | 1e ronde: vrij 2e ronde: W van MAS Chin/Wong: 15-12, 15-8 kwartfinale: W van DEN Jørgensen/Olsen: 15-6, 15-7 halve finale: W van CHN Zhao/Yili: 15-10, 17-14 finale: V van CHN Yang/Zhang: 15-7, 4-15, 8-15                  |
| Wei Yili Zhao Tingting   | dubbelspel (v) | 4e        | 1e ronde: vrij 2e ronde: W van GBR Emms/Kellogg: 13-15, 15-7, 15-5 kwartfinale: W van KOR Hwang/Lee: 8-15, 15-6, 15-13 halve finale: V van CHN Gao/Huang: 10-15, 14-17 bronzen finale: V van KOR Lee/Ra: 15-10, 9-15, 7-15   |
| Zhang Jiewen Yang Wei    | dubbelspel (v) | Goud      | 1e ronde: vrij 2e ronde: W van INA Novita/Nurlita: 15-2, 6-15, 15-7 kwartfinale: W van THA Chankrachangwong/Thungthongkam: 15-2, 15-4 halve finale: W van KOR Lee/Ra: 15-6, 15-4 finale: W van CHN Sui/Gao: 7-15, 15-4, 15-8 |
|                          |                |           | |
| Chen Qiqiu Zhao Tingting | dubbelspel (g) | 5e        | 1e ronde: vrij 2e ronde: W van INA Nugroho/Widiowati: 15-2, 15-3 kwartfinale: V van GBR Emms/Robertson: 8-15, 15-7 |
| Zhang Jun Gao Ling       | dubbelspel (g) | Goud      | 1e ronde: vrij 2e ronde: W van TPE Cheng/Tsai: 15-5, 15-2 kwartfinale: W van SWE Bergström/Persson: 15-3, 15-1 halve finale: W van DEN Eriksen/Schjoldager: 15-9, 15-5 finale: W van GBR Emms/Robertson: 15-1, 12-15, 15-12  |

### Basketbal

#### Mannen
| Olympiër | Onderdeel | Resultaat | Prestatie |
| --- | --------- | --------- | --- |
| Chen Ke Liu Wei Zhang Jingsong Guo Shiqiang Zhu Fangyu Zhang Yunsong Li Nan Yi Jianlian Mo Ke Yao Ming Mengke Bateer Du Feng | mannen    | 8e        | groep A: 4e V van Spanje: 58-83 W van Nieuw-Zeeland: 69-62 V van Argentinië: 57-82 V van Italië: 52-89 W van Servië en Montenegro: 67-66 kwartfinale: V van Litouwen: 75-95 7-8ste plek: V van Spanje: 76-92 |

| Groep A |                      |             |             |             |        |        |        |        |
| #       | Land                 | Wedstrijden | Wedstrijden | Wedstrijden | Punten | Punten | Punten | Punten |
| #       | Land                 | G           | W           | V           | V      | T      | Saldo  | Punten |
| 1       | Spanje               | 5           | 5           | 0           | 405    | 349    | +56    | 10     |
| 2       | Italië               | 5           | 3           | 2           | 371    | 341    | +30    | 8      |
| 3       | Argentinië           | 5           | 3           | 2           | 414    | 396    | +18    | 8      |
| 4       | China                | 5           | 2           | 3           | 303    | 382    | -79    | 7      |
| 5       | Nieuw-Zeeland        | 5           | 1           | 4           | 399    | 413    | -14    | 6      |
| 6       | Servië en Montenegro | 5           | 1           | 4           | 377    | 388    | -11    | 6      |

| Ronde       | Datum  | Plaats               | Land  | Score  | Land |
| ----------- | ------ | -------------------- | ----- | ------ | ---- |
| Groepsfase  |        |                      |       |        |      |
| 15 augustus | Athene | China                | 58-83 | Spanje |      |
| 17 augustus | Athene | Nieuw-Zeeland        | 62-69 | China  |      |
| 19 augustus | Athene | Argentinië           | 82-57 | China  |      |
| 21 augustus | Athene | China                | 52-89 | Italië |      |
| 23 augustus | Athene | Servië en Montenegro | 66-67 | China  |      |
| Kwartfinale |        |                      |       |        |      |
| 26 augustus | Athene | Litouwen             | 95-75 | China  |      |
| 7-8ste plek |        |                      |       |        |      |
| 28 augustus | Athene | China                | 76-92 | Spanje |      |

#### Vrouwen
| Olympiër | Onderdeel | Resultaat | Prestatie |
| --- | --------- | --------- | --- |
| Song Xiaoyun Bian Lan Pan Wei Hu Xiaotao Miao Lijie Zhang Fan Sui Feifei Ye Li Chen Luyun Wang Ling Ren Lei Chen Nan | vrouwen   | 9e        | groep B: 5de W van Zuid-Korea: 71-54 V van Spanje: 67-75 V van Tsjechië: 83-98 V van Nieuw-Zeeland: 77-79 V van Verenigde Staten: 62-100 9-10de plek: W van Japan: 82-63 |

| Groep B |                  |             |             |             |        |        |        |        |
| #       | Land             | Wedstrijden | Wedstrijden | Wedstrijden | Punten | Punten | Punten | Punten |
| #       | Land             | G           | W           | V           | V      | T      | Saldo  | Punten |
| 1       | Verenigde Staten | 5           | 5           | 0           | 430    | 285    | +145   | 10     |
| 2       | Spanje           | 5           | 4           | 1           | 368    | 334    | +34    | 9      |
| 3       | Tsjechië         | 5           | 3           | 2           | 408    | 375    | +33    | 8      |
| 4       | Nieuw-Zeeland    | 5           | 2           | 3           | 321    | 414    | -93    | 7      |
| 5       | China            | 5           | 1           | 4           | 360    | 406    | -46    | 6      |
| 6       | Zuid-Korea       | 5           | 0           | 5           | 320    | 393    | -73    | 5      |

| Ronde       | Datum  | Plaats        | Land   | Score            | Land |
| ----------- | ------ | ------------- | ------ | ---------------- | ---- |
| Groepsfase  |        |               |        |                  |      |
| 14 augustus | Athene | Zuid-Korea    | 54-71  | China            |      |
| 16 augustus | Athene | China         | 67-75  | Spanje           |      |
| 16 augustus | Athene | China         | 83-98  | Tsjechië         |      |
| 14 augustus | Athene | Nieuw-Zeeland | 79-77  | China            |      |
| 16 augustus | Athene | China         | 62-100 | Verenigde Staten |      |
| 9-10de plek |        |               |        |                  |      |
| 14 augustus | Athene | Nieuw-Zeeland | 63-82  | China            |      |

### Boksen
| Olympiër      | Onderdeel | Resultaat | Prestatie |
| ------------- | --------- | --------- | --- |
| Zou Shiming   | -48kg (m) | Brons     | 1e ronde: W van USA Warren: 22-9 2e ronde: W van ETH Kebede: 31-8 kwartfinale: W van ARM Nalbandyan: 20-12 halve finale: V van CUB Varela: 17-29 |
| Liu Yuan      | -54kg (m) | 17e       | 1e ronde: V van CUB Ortiz: 7-21 |
| Tongzhou Chen | -60kg (m) | 17e       | 1e ronde: V van RUS Khrachev: 29-40 |
| Hanati Silamu | -69kg (m) | 9e        | 1e ronde: W van UGA Tebazaalwa: 29-17 2e ronde: V van AZE Khairov: 16-26                                                                         |
| Ha Dabateer   | -75kg (m) | 17e       | 1e ronde: V van USA Dirrell: 29-40 |
| Lei Yuping    | -81kg (m) | 5e        | 1e ronde: W van CMR Yana: 24-16 2e ronde: W van UKR Fedchuk: 17-9 kwartfinale: V van BLR Aripgadjiev: 18-27                                      |

### Boogschieten
| Olympiër                        | Onderdeel       | Resultaat | Prestatie |
| ------------------------------- | --------------- | --------- | --- |
| Xue Haifeng                     | individueel (m) | 12e       | plaatsingsronde: 27ste met 653 punten 1e ronde: W van MEX Chapoy: 162-153 2e ronde: W van UKR Hrachov: 162-161 3e ronde: V van USA Wunderle: 164-165                                      |
| Yong Fujun                      | individueel (m) | 42e       | plaatsingsronde: 28ste met 652 punten 1e ronde: V van JPN Furukawa: 143-146 |
|                                 |                 |           | |
| He Ying                         | individueel (v) | 8e        | plaatsingsronde: 4e met 667 punten 1e ronde: W van GBR Palmer: 135-122 2e ronde: W van AUS Jennison: 166-157 3e ronde: W van RSA Lewis: 156-142 kwartfinale: V van GBR Williamson: 89-109 |
| Lin Sang                        | individueel (v) | 36e       | plaatsingsronde: 11de met 647 punten 1e ronde: V van BHU Choden: 156-159 |
| Zhang Juanjuan                  | individueel (v) | 10e       | plaatsingsronde: 5de met 663 punten 1e ronde: W van FRA Tryan: 135-122 2e ronde: W van POL Marcinkiewicz: 166-157 3e ronde: V van GBR Williamson: 161-165                                 |
| He Ying Lin Sang Zhang Juanjuan | team (v)        | Zilver    | plaatsingsronde: 2e met 1977 punten 1e ronde: W van Australië: 248-233 kwartfinale: W van Oekraïne: 241-230 halve finale: W van Chinees Taipei: 230-226 finale: V van Zuid-Korea: 240-241 |

### Gewichtheffen
| Olympiër       | Onderdeel | Resultaat | Prestatie                                                                     |
| -------------- | --------- | --------- | ----------------------------------------------------------------------------- |
| Wu Meijin      | -56kg (m) | Zilver    | trekken: 2e met 130kg stoten: 2e met 157,5kg totaal: 287,5kg                  |
| Le Maosheng    | -62kg (m) | Zilver    | trekken: 2e met 140kg stoten: 1e met 172,5kg totaal: 312,5kg                  |
| Shi Zhiyong    | -62kg (m) | Goud      | trekken: 1e met 152,5kg (OR) stoten: 1e met 172,5kg totaal: 325kg (OR)        |
| Zhang Guozheng | -69kg (m) | Goud      | trekken: 1e met 160kg stoten: 2e met 187,5kg totaal: 347,5kg                  |
| Zhan Xugang    | -77kg (m) | DNF       | trekken: geen geldige poging                                                  |
| Yuan Aijun     | -85kg (m) | 5e        | trekken: 5de met 167,5kg stoten: 1e met 205kg totaal: 372,5kg                 |
|                |           |           |                                                                               |
| Li Zhuo        | -48kg (v) | Zilver    | trekken: 2e met 92,5kg stoten: 2e met 112,5kg totaal: 205kg                   |
| Chen Yanqing   | -58kg (v) | Goud      | trekken: 1e met 107,5kg (OR) stoten: 1e met 130kg (OR) totaal: 237,5kg (OR)   |
| Liu Chunhong   | -69kg (v) | Goud      | trekken: 1e met 122,5kg (WR) stoten: 1e met 152,5kg (WR) totaal: 275kg (WR)   |
| Tang Gonghong  | +75kg (v) | Goud      | trekken: 8ste met 122,5kg (WR) stoten: 1e met 182,5kg (WR) totaal: 305kg (WR) |

### Gymnastiek
| Olympiër                                                      | Onderdeel                | Resultaat | Prestatie |
| Ritmisch                                                      | Ritmisch                 | Ritmisch  | Ritmisch |
| ------------------------------------------------------------- | ------------------------ | --------- | --- |
| Zhong Ling                                                    | individueel (v)          | 17e       | kwalificatie: hoepel: 20ste met 20,875 punten bal: 19de met 22,400 punten knotsen: 16de met 22,950 punten lint: 15de met 22,400 punten totaal: 88,625 punten |
| Dai Yongjun Hu Mei Li Jia Lu Yingna Lü Yuanyang Zhang Shuo    | team (v)                 | 6e        | kwalificatie: 5de linten: 5de met 22,300 punten hoepel/bal: 4e met 23,800 punten totaal: 46,100 punten finale: linten: 5de met 23,100 punten hoepel/bal: 6de met 23,400 punten totaal: 46,500 punten |
| Trampoline                                                    |                          |           | |
| Mu Yongfeng                                                   | mannen                   | 10e       | kwalificatie: 10de met 65,20 punten |
|                                                               |                          |           | |
| Huang Shanshan                                                | vrouwen                  | Brons     | kwalificatie: 4e met 65,40 punten finale: 3e met 39,00 punten |
| Turnen                                                        |                          |           | |
| Li Xiaopeng                                                   | brug (m)                 | Brons     | kwalificatie: 2e met 9,787 punten finale: 3e met 9,762 punten |
| Huang Xu                                                      | paard voltige (m)        | 4e        | kwalificatie: 6de met 9,737 punten finale: 4e met 9,775 punten |
| Teng Haibin                                                   | paard voltige (m)        | Goud      | kwalificatie: 3e met 9,800 punten finale: 1e met 9,837 punten |
| Xiao Qin                                                      | rekstok (m)              | 6e        | kwalificatie: 4e met 9,750 punten finale: 6de met 9,737 punten |
| Li Xiaopeng                                                   | sprong (m)               | 7e        | kwalificatie: 2e met 9,800 punten finale: 7de met 9,368 punten |
| Yang Wei                                                      | meerkamp individueel (m) | 9e        | kwalificatie: 7de vloer: 40ste met 9,412 punten sprong: 19de met 9,550 punten brug: 24ste met 9,625 punten rekstok: 34ste met 9,550 punten ringen: 10de met 9,712 punten paard voltige: 27ste met 9,525 punten totaal: 57,374 punten finale: vloer: 7de met 9,600 punten sprong: 11de met 9,512 punten brug: 2e met 9,800 punten rekstok: 21e met 8,987 punten ringen: 2e met 9,737 punten paard voltige: 3e met 9,725 punten totaal: 57,361 punten |
| Huang Xu Li Xiaopeng Teng Haibin Xiao Qin Xing Aowei Yang Wei | meerkamp team (m)        | 5e        | kwalificatie: 4e vloer: 9de met 37,524 punten sprong: 1e met 38,437 punten brug: 3e met 38,612 punten rekstok: 2e met 38,761 punten ringen: 11de met 37,461 punten paard voltige: 1e met 38,712 punten totaal: 229,507 punten finale: vloer: 7de met 27,311 punten sprong: 3e met 28,825 punten brug: 7de met 28,274 punten rekstok: 7de met 28,537 punten ringen: 4e met 29,011 punten paard voltige: 1e met 29,299 punten totaal: 171,257 punten  |
|                                                               |                          |           | |
| Li Ya                                                         | balk (v)                 | 7e        | kwalificatie: 5de met 9,600 punten finale: 7de met 9,050 punten |
| Zhang Nan                                                     | balk (v)                 | 6e        | kwalificatie: 7de met 9,550 punten finale: 6de met 9,237 punten |
| Li Ya                                                         | brug (v)                 | 5e        | kwalificatie: 3e met 9,675 punten finale: 5de met 9,562 punten |
| Lin Li                                                        | brug (v)                 | 7e        | kwalificatie: 2e met 9,700 punten finale: 7de met 9,200 punten |
| Wang Tiantian                                                 | sprong (v)               | 7e        | kwalificatie: 7de met 9,400 punten finale: 7de met 9,081 punten |
| Cheng Fei                                                     | vloer (v)                | 4e        | kwalificatie: 2e met 9,650 punten finale: 4e met 9,412 punten |
| Wang Tiantian                                                 | meerkamp individueel (v) | 13e       | kwalificatie: 9de vloer: 12e met 9,475 punten sprong: 11de met 9,400 punten brug: 20ste met 9,512 punten balk: 24ste met 9,262 punten totaal: 37,649 punten finale: vloer: 18de met 9,162 punten sprong: 5de met 9,375 punten brug: 10de met 9,537 punten balk: 16de met 8,725 punten totaal: 36,799 punten |
| Zhang Nan                                                     | meerkamp individueel (v) | Brons     | kwalificatie: 6de vloer: 14e met 9,437 punten sprong: 27ste met 9,287 punten brug: 18de met 9,525 punten balk: 8ste met 9,550 punten totaal: 37,799 punten finale: vloer: 3e met 9,600 punten sprong: 6de met 9,325 punten brug: 15de met 9,462 punten balk: 2e met 9,662 punten totaal: 38,049 punten |
| Cheng Fei Fan Ye Li Ya Lin Li Wang Tiantian Zhang Nan         | meerkamp team (v)        | 7e        | kwalificatie: 3e vloer: 6de met 37,537 punten sprong: 6de met 37,199 punten brug: 1e met 38,500 punten balk: 3e met 37,849 punten totaal: 151,085 punten finale: vloer: 8ste met 27,086 punten sprong: 5de met 28,149 punten brug: 6de met 27,549 punten rekstok: 7de met 27,224 punten totaal: 110,008 punten |

### Handbal
| Olympiër | Onderdeel | Resultaat | Prestatie |
| --- | --------- | --------- | --- |
| Chen Ji Fen Jie Lei Sufen Li Bing Li Weiwei Liu Xiaomei Liu Yun Sun Laimiao Wang Min Wang Shasha Wu Yanan Yu Geli Zhai Chao Zhang Li Zhang Zhiqing | vrouwen   | 17e       | groep B: 3e V van Hongarije: 24-28 V van Oekraïne: 21-26 W van Griekenland: 33-13 W van Brazilië: 28-23 kwartfinale: V van Denemarken: 28-32 5-8ste plek: V van Spanje: 23-27 7-8ste plek: V van Brazilië: 25-26 |

| Groep B |             |             |             |             |             |            |            |            |        |
| #       | Land        | Wedstrijden | Wedstrijden | Wedstrijden | Wedstrijden | Doelpunten | Doelpunten | Doelpunten | Punten |
| #       | Land        | G           | W           | G           | V           | V          | T          | Saldo      | Punten |
| 1       | Oekraïne    | 4           | 4           | 0           | 0           | 99         | 82         | +17        | 8      |
| 2       | Hongarije   | 4           | 3           | 0           | 1           | 118        | 93         | +25        | 6      |
| 3       | China       | 4           | 2           | 0           | 2           | 106        | 90         | +16        | 4      |
| 4       | Brazilië    | 4           | 1           | 0           | 3           | 97         | 105        | -8         | 2      |
| 5       | Griekenland | 4           | 0           | 0           | 4           | 74         | 124        | -50        | 0      |

| Ronde       | Datum  | Plaats      | Land  | Score      | Land |
| ----------- | ------ | ----------- | ----- | ---------- | ---- |
| Groepsfase  |        |             |       |            |      |
| 15 augustus | Athene | China       | 24-28 | Hongarije  |      |
| 17 augustus | Athene | Oekraïne    | 26-21 | China      |      |
| 19 augustus | Athene | Griekenland | 13-33 | China      |      |
| 23 augustus | Athene | China       | 28-23 | Brazilië   |      |
| Kwartfinale |        |             |       |            |      |
| 26 augustus | Athene | China       | 28-32 | Denemarken |      |
| 5-8ste plek |        |             |       |            |      |
| 28 augustus | Athene | Spanje      | 27-23 | China      |      |
| 7-8ste plek |        |             |       |            |      |
| 29 augustus | Athene | China       | 25-26 | Brazilië   |      |

### Hockey
| Olympiër | Onderdeel | Resultaat | Prestatie |
| --- | --------- | --------- | --- |
| Chen Qiuqi Chen Qunqing Chen Zhaoxia Cheng Hui Fu Baorong Gao Lihua Hou Xiaolan Huang Junxia Li Shuang Ma Yibo Mai Shaoyan Nie Yali Qiu Yingling Tang Chunling Zhang Yimeng Zhou Wanfeng | vrouwen   | 4e        | groep A: 1e W van Japan: 3-0 W van Nieuw-Zeeland: 2-0 W van Spanje: 3-0 W van Argentinië: 3-2 halve finale: V van Duitsland: 0-0 (2-4) bronzen finale: V van Argentinië: 0-1 |

| Groep A |               |             |             |             |             |            |            |            |        |
| #       | Land          | Wedstrijden | Wedstrijden | Wedstrijden | Wedstrijden | Doelpunten | Doelpunten | Doelpunten | Punten |
| #       | Land          | G           | W           | G           | V           | V          | T          | Saldo      | Punten |
| 1       | China         | 4           | 4           | 0           | 0           | 11         | 2          | +9         | 12     |
| 2       | Argentinië    | 4           | 3           | 0           | 1           | 12         | 4          | +8         | 9      |
| 3       | Japan         | 4           | 2           | 0           | 2           | 5          | 7          | -2         | 6      |
| 4       | Nieuw-Zeeland | 4           | 1           | 0           | 3           | 3          | 9          | -6         | 3      |
| 5       | Spanje        | 4           | 0           | 0           | 4           | 3          | 12         | -9         | 0      |

| Ronde          | Datum  | Plaats        | Land      | Score     | Land |
| -------------- | ------ | ------------- | --------- | --------- | ---- |
| Groepsfase     |        |               |           |           |      |
| 14 augustus    | Athene | China         | 3-0       | Japan     |      |
| 16 augustus    | Athene | Nieuw-Zeeland | 0-2       | China     |      |
| 20 augustus    | Athene | China         | 3-0       | Spanje    |      |
| 22 augustus    | Athene | Argentinië    | 2-3       | China     |      |
| Halve finale   |        |               |           |           |      |
| 24 augustus    | Athene | China         | 0-0 (2-4) | Duitsland |      |
| Bronzen finale |        |               |           |           |      |
| 26 augustus    | Athene | Argentinië    | 1-0       | China     |      |

### Judo
| Olympiër     | Onderdeel  | Resultaat | Prestatie |
| ------------ | ---------- | --------- | --- |
| Xie Jianhua  | -73kg (m)  | 13e       | 1e ronde: V van FRA Fernandes: waza-ari herkansingen: V van ISR Razvozov: ippon |
| Pan Song     | +100kg (m) | 17e       | 1e ronde: W van POL Eitel: ippon 2e ronde: V van BLR Rybak: waza-ari |
|              |            |           | |
| Gao Feng     | -48kg (v)  | Brons     | 1e ronde: W van BRA Polzin: ippon 2e ronde: W van ITA Macrì: ippon kwartfinale: V van FRA Jossinet: waza-ai herkansingen: W van BLR Moskvina: waza-ari herkansingen 2: W van KOR Ye: koka bronzen finale: W van ROU Dumitru: ippon |
| Xian Dongmei | -52kg (v)  | Goud      | 1e ronde: vrij 2e ronde: W van ALG Souakri: koka kwartfinale: W van GER Imbriani: waza-ari halve finale: W van FRA Euranie: ippon finale: W van JPN Yokosawa: ippon                                                                |
| Liu Yuxiang  | -57kg (v)  | 16e       | 1e ronde: W van ALG Latrous: ippon 2e ronde: V van BRA Zangrando: ippon |
| Li Shufang   | -63kg (v)  | 15e       | 1e ronde: vrij 2e ronde: V van CAN Chisholm: yuko |
| Qin Dongya   | -70kg (v)  | Brons     | 1e ronde: W van ALG Ouerdane: waza-ari 2e ronde: V van GER Böhm: ippon herkansingen: W van CAN Roberge: ippon herkansingen 2: W van ESP Blanco: ippon bronzen finale: W van AUS Arlove: waza-ari                                   |
| Liu Xia      | -78kg (v)  | Zilver    | 1e ronde: W van NED Zwiers: ippon 2e ronde: W van RUS Moskalyuk: waza-ari kwartfinale: W van CUB Laborde: ippon halve finale: W van UKR Matrosova: koka finale: V van JPN Anno: ippon                                              |
| Sun Fuming   | +78kg (v)  | Brons     | 1e ronde: vrij 2e ronde: W van TUN Yahyaoui: ippon kwartfinale: W van ECU Chalá: ippon halve finale: V van CUB Beltrán: ippon bronzen finale: W van UKR Prokofyeva: ippon                                                          |

### Kanovaren
| Olympiër                               | Onderdeel     | Resultaat | Prestatie                                                                       |
| Slalom                                 | Slalom        | Slalom    | Slalom                                                                          |
| -------------------------------------- | ------------- | --------- | ------------------------------------------------------------------------------- |
| Chen Fubin Tian Qin                    | C-2 (m)       | 11e       | voorronde: 1e ronde: 12e in 123,64 2e ronde: 11de in 125,02 totaal: 248,66      |
| Li Jingjing                            | K-1 (v)       | 18e       | voorronde: 1e ronde: 18de in 134,07 2e ronde: 19de in 125,85 totaal: 259,92     |
| Vlakwater                              |               |           |                                                                                 |
| Wang Bing                              | C-1 500m (m)  | 9e        | serie 2: 4e in 1.51,920 halve finale 1: 3e in 1.51,649 finale: 9de in 1.49,903  |
| Jing Ying                              | C-1 1000m (m) | 14e       | serie 1: 6de in 4.05,874 halve finale 1: 6de in 4.00,684                        |
| Meng Guanliang Yang Wenjun             | C-2 500m (m)  | Goud      | serie 2: 1e in 1.38,916 finale: 1e in 1.40,278                                  |
| Meng Guanliang Yang Wenjun             | C-2 1000m (m) | 9e        | serie 1: 5de in 3.31,795 halve finale 1: 3e in 3.32,792 finale: 9de in 3.52,926 |
| Liu Haitao                             | K-1 500m (m)  | 25e       | serie 2: 7de in 1.43,337 halve finale 3: 8ste in 1.46,179                       |
| Liu Haitao                             | K-1 1000m (m) | 22e       | serie 3: 8ste in 3.38,522                                                       |
| Yin Yijun Wang Lei                     | K-2 500m (m)  | 19e       | serie 2: 6de in 1.37,061 halve finale 2: 8ste in 1.38,554                       |
| Yin Yijun Wang Lei                     | K-2 1000m (m) | DSQ       | serie 2: 7de in 3.21,979 halve finale: gediskwalificeerd                        |
|                                        |               |           |                                                                                 |
| Li Ting                                | K-1 500m (v)  | 9e        | serie 1: 4e in 1.55,474 halve finale 1: 3e in 1.53,598 finale: 9de in 1.54,473  |
| Xu Linbei Zhong Hongyan                | K-2 500m (v)  | 4e        | serie 2: 2e in 1.40,943 'finale: 4e in 1.40,913                                 |
| Xu Linbei Zhong Hongyan He Jing Gao Yi | K-4 500m (v)  | 7e        | serie 1: 3e in 1.34,206 'finale: 7de in 1.38,144                                |

### Moderne vijfkamp
| Olympiër     | Onderdeel | Resultaat | Prestatie |
| ------------ | --------- | --------- | --- |
| Qian Zhenhua | mannen    | 16e       | schietsport: 2e met 185 punten (1156 punten) schermen: 26ste met 12 overwinningen (720 punten) zwemmen: 16de in 2.08,52 (1260 punten) paardensport: 3e met 56 strafpunten (1144 punten) atletiek: 29ste in 11.08,25 (892 punten) totaal: 5172 punten     |
|              |           |           | |
| Dong Lean    | vrouwen   | 24e       | schietsport: 1e met 189 punten (1204 punten) schermen: 22ste met 13 overwinningen (748 punten) zwemmen: 15de in 2.21,67 (1220 punten) paardensport: 30ste met 300 strafpunten (900 punten) atletiek: 25ste in 11.58,05 (848 punten) totaal: 4920 punten  |
| Liang Caixia | vrouwen   | 29e       | schietsport: 28ste met 158 punten (832 punten) schermen: 26ste met 12 overwinningen (720 punten) zwemmen: 12e in 2.20,93 (1232 punten) paardensport: 28ste met 240 strafpunten (960 punten) atletiek: 24ste in 11.43,01 (908 punten) totaal: 4652 punten |

### Roeien
| Olympiër                                                                                  | Onderdeel              | Resultaat | Prestatie                                                                                                 |
| ----------------------------------------------------------------------------------------- | ---------------------- | --------- | --- |
| Hui Su                                                                                    | skiff (m)              | 15e       | serie 5: 4e in 7.23,19 herkansingen: 2e in 6.57,77 halve finale 1: 6de in 7.10,33 finale C: 3e in 6.57,42 |
| Yang Jian Zhu Zhifu                                                                       | skiff (m)              | 17e       | serie 1: 4e in 6.22,64 herkansingen: 4e in 6.31,87 halve finale C: 3e in 6.25,97 finale C: 5de in 6.58,88 |
|                                                                                           |                        |           | |
| Mu Suli                                                                                   | skiff (v)              | 13e       | serie 3: 3e in 7.58,92 herkansingen: 3e in 7.48,09 halve finale 3: 2e in 7.48,54 finale C: 1e in 7.39,64  |
| Li Qian Xu Dongxiang                                                                      | lichte dubbel-twee (v) | 5e        | serie 2: 2e in 6.54,66 herkansingen: 1e in 6.54,48 halve finale 2: 3e in 6.55,66 finale: 5de in 7.02,05   |
| Cong Huanling Feng Xueling                                                                | twee-zonder (v)        | 7e        | serie 2: 4e in 7.53,30 herkansingen: 3e in 7.15,52 finale B: 1e in 7.10,54                                |
| Cheng Ran Gao Yanhua Jin Ziwei Luo Xiuhua Wu You Yan Xiaoxia Yang Cuiping Yu Fei Zheng Na | acht (v)               | 4e        | serie 2: 2e in 6.06,20 herkansingen: 4e in 6.09,87 finale: 4e in 6.21,71                                  |

### Schermen
| Olympiër                              | Onderdeel       | Resultaat | Prestatie |
| ------------------------------------- | --------------- | --------- | --- |
| Wang Lei                              | degen (m)       | Zilver    | 1e ronde: vrij 2e ronde: W van HUN Boczkó: 15-10 3e ronde: W van GER Schmid: 15-11 kwartfinale: W van GER Strigel: 15-14 halve finale: W van RUS Kolobkov: 15-10 finale: V van SUI Fischer: 9-15 |
| Xie Yongjun                           | degen (m)       | 17e       | 1e ronde: vrij 2e ronde: V van VEN Fernández: 13-15 |
| Zhao Gang                             | degen (m)       | 9e        | 1e ronde: vrij 2e ronde: W van EGY Mahmoud: 15-9 3e ronde: V van VEN Fernández: 12-15 |
| Wang Lei Xie Yongjun Tuo Tong         | degen team (m)  | 7e        | 1e ronde: V van Duitsland: 32-39 5-8ste plek: V van Verenigde Staten: 36-45 7-8ste plek: W van Egypte: 45-26                                                                                     |
| Dong Zhaozhi                          | floret (m)      | 17e       | 1e ronde: vrij 2e ronde: V van FRA Le Péchoux: 9-15 |
| Wang Haibin                           | floret (m)      | 17e       | 1e ronde: vrij 2e ronde: V van GBR Kruse: 11-15 |
| Wu Hanxiong                           | floret (m)      | 5e        | 1e ronde: vrij 2e ronde: W van AUS Bartolillo: 15-8 3e ronde: W van EGY Tahoun: 15-8 kwartfinale: V van ITA Sanzo: 10-15                                                                         |
| Ye Chong Dong Zhaozhi Wu Hanxiong     | floret team (m) | Zilver    | 1e ronde: W van Zuid-Korea: 45-36 halve finale: W van Verenigde Staten: 45-36 finale: V van Italië: 36-45                                                                                        |
| Chen Feng                             | floret (m)      | 17e       | 1e ronde: W van ALG Benchehima: 15-9 2e ronde: V van BLR Lapkes: 9-15 |
| Huang Yaojiang                        | floret (m)      | 17e       | 1e ronde: W van ALG Bernaoui: 15-6 2e ronde: V van HUN Nemcsik: 12-15 |
| Zhou Hanming                          | floret (m)      | 17e       | 1e ronde: W van GRE Dourakos: 15-10 2e ronde: V van ROU Covaliu: 9-15 |
| Wang Jingzhi Huang Yaojiang Chen Feng | floret team (m) | 7e        | 1e ronde: V van Frankrijk: 35-45 5-8ste plek: V van Hongarije: 40-45 7-8ste plek: W van Griekenland: 45-42                                                                                       |
|                                       |                 |           | |
| Li Na                                 | degen (v)       | 9e        | 1e ronde: vrij 2e ronde: W van CAN Kaverlaars: 15-11 3e ronde: V van KOR Kim: 9-14 |
| Shen Weiwei                           | degen (v)       | 17e       | 1e ronde: vrij 2e ronde: V van FRA Kiraly: 7-11 |
| Zhang Li                              | degen (v)       | 5e        | 1e ronde: vrij 2e ronde: W van UKR Kazimirchuk: 10-9 3e ronde: W van ROU Brânză: 15-13 kwartfinale: V van HUN Nagy: 7-8                                                                          |
| Shen Weiwei Zhong Weiping Li Na       | degen team (v)  | 6e        | 1e ronde: V van Frankrijk: 32-45 5-8ste plek: W van Griekenland: 29-18 5-6de plek: W van Hongarije: 31-32                                                                                        |
| Meng Jie                              | floret (v)      | 9e        | 1e ronde: vrij 2e ronde: W van ALG Guerni: 15-12 3e ronde: V van ROU Badea-Cârlescu: 11-16 |
| Tan Xue                               | sabel (v)       | Zilver    | 1e ronde: vrij 2e ronde: W van FRA Argiolas: 15-11 kwartfinale: W van RUS Nechayeva: 15-17 halve finale: W van USA Jacobson: 15-12 finale: V van USA Zaguni: 9-15                                |
| Zhang Ying                            | sabel (v)       | 5e        | 1e ronde: W van VEN Benítez: 15-9 2e ronde: W van FRA Touya: 15-12 kwartfinale: V van ROU Gheorghițoaia: 13-15                                                                                   |

### Schietsport
| Olympiër       | Onderdeel                  | Resultaat | Prestatie                                                                                      |
| -------------- | -------------------------- | --------- | ---------------------------------------------------------------------------------------------- |
| Li Jie         | 10m luchtgeweer (m)        | Zilver    | kwalificatie: 2e met 598 punten (100-100-100-100-99-99) finale: 2e met 701,3 punten            |
| Zhu Qinan      | 10m luchtgeweer (m)        | Goud      | kwalificatie: 1e met 599 punten (100-100-100-100-100-99) (OR) finale: 1e met 702,7 punten (WR) |
| Jia Zhanbo     | 50m geweer 3 houdingen (m) | Goud      | kwalificatie: 1e met 1171 punten (398-386-387) finale: 1e met 1264,5 punten                    |
| Liu Zhiwei     | 50m geweer 3 houdingen (m) | 19e       | kwalificatie: 19de met 1157 punten (394-382-381)                                               |
| Jia Zhanbo     | 50m geweer liggend (m)     | 8e        | kwalificatie: 7de met 595 punten (100-99-100-100-97-99) finale: 8ste met 696,6 punten          |
| Yao Ye         | 50m geweer liggend (m)     | 32e       | kwalificatie: 32ste met 590 punten (100-96-98-98-100-98)                                       |
| Tan Zongliang  | 50m pistool (m)            | 10e       | kwalificatie: 10de met 558 punten (96-90-94-92-96-90)                                          |
| Xu Dan         | 50m pistool (m)            | 18e       | kwalificatie: 18de met 553 punten (92-90-97-93-91-90)                                          |
| Chen Yongqiang | 25m snelvuurpistool (m)    | 6e        | kwalificatie: 6de met 586 punten (289-297) finale: 6de met 683,8 punten                        |
| Zhang Penghui  | 25m snelvuurpistool (m)    | 7e        | kwalificatie: 7de met 585 punten (291-294)                                                     |
| Tan Zongliang  | 10m luchtpistool (m)       | 9e        | kwalificatie: 9de met 582 punten (99-100-94-98-95-96)                                          |
| Wang Yifu      | 10m luchtpistool (m)       | Goud      | kwalificatie: 2e met 590 punten (99-98-96-99-99-99) finale: 1e met 690 punten (OR)             |
| Jin Di         | skeet (m)                  | 15e       | kwalificatie: 15de met 120 punten (24-25-24-25-22)                                             |
| Hu Binyuan     | dubbeltrap (m)             | 4e        | kwalificatie: 6de met 134 punten (45-45-44) finale: 4e met 177 punten                          |
| Wang Zheng     | dubbeltrap (m)             | Brons     | kwalificatie: 3e met 137 punten (43-49-45) finale: 3e met 178 punten                           |
| Geng Hongbin   | 10m bewegend doel (m)      | 11e       | kwalificatie: 11de met 572 punten (289-283)                                                    |
| Li Jie         | 10m bewegend doel (m)      | 6e        | kwalificatie: 3e met 579 punten (288-291) finale: 6de met 675,8 punten                         |
|                |                            |           |                                                                                                |
| Du Li          | 10m luchtgeweer (v)        | Goud      | kwalificatie: 2e met 398 punten (99-100-99-100) finale: 1e met 502,0 punten (OR)               |
| Zhao Yinghui   | 10m luchtgeweer (v)        | 4e        | kwalificatie: 4e met 398 punten (100-99-100-99) finale: 4e met 500,8 punten                    |
| Wang Chengyi   | 50m geweer 3 houdingen (v) | Brons     | kwalificatie: 4e met 584 punten (196-195-193) finale: 3e met 685,4 punten                      |
| Wu Liuxi       | 50m geweer 3 houdingen (v) | 9e        | kwalificatie: 9de met 578 punten (195-191-192)                                                 |
| Cao Ying       | 25m pistool (v)            | 10e       | kwalificatie: 10de met 578 punten (290-288)                                                    |
| Chen Ying      | 25m pistool (v)            | 4e        | kwalificatie: 4e met 584 punten (287-297) finale: 4e met 686,2 punten                          |
| Ren Jie        | 10m luchtpistool (v)       | 4e        | kwalificatie: 6de met 384 punten (95-96-96-97) finale: 4e met 482,3 punten                     |
| Tao Luna       | 10m luchtpistool (v)       | 38e       | kwalificatie: 38ste met 366 punten (94-93-89-90)                                               |
| Wei Ning       | skeet (v)                  | Zilver    | kwalificatie: 3e met 70 punten (22-24-24) finale: 2e met 93 punten                             |
| Gao E          | trap (v)                   | 17e       | kwalificatie: 17de met 48 punten (15-15-18)                                                    |
| Gao E          | dubbeltrap (v)             | Brons     | kwalificatie: 5de met 107 punten (36-36-35) finale: 3e met 142 punten                          |
| Li Qingnian    | dubbeltrap (v)             | 4e        | kwalificatie: 6de met 107 punten (37-35-35) finale: 4e met 142 punten                          |

### Schoonspringen
| Olympiër                | Onderdeel               | Resultaat | Prestatie |
| ----------------------- | ----------------------- | --------- | --- |
| Bo Peng                 | 3m plank (m)            | Goud      | voorronde: 2e met 495,45 punten halve finale: 2e met 256,17 punten finale: 1e met 531,21 punten totaal: 787,38 punten   |
| Wang Feng               | 3m plank (m)            | 4e        | voorronde: 7de met 444,96 punten halve finale: 5de met 240,42 punten finale: 2e met 510,30 punten totaal: 750,72 punten |
| Hu Jia                  | 10m toren (m)           | Goud      | voorronde: 6de met 463,44 punten halve finale: 4e met 207,30 punten finale: 1e met 540,78 punten totaal: 748,08 punten  |
| Tian Liang              | 10m toren (m)           | Brons     | voorronde: 3e met 481,47 punten halve finale: 3e met 209,04 punten finale: 3e met 520,62 punten totaal: 729,66 punten   |
| Bo Peng Wang Kenan      | 3m plank sychroon (m)   | 8e        | 283,89 punten |
| Tian Liang Yang Jinghui | 10m toren sychroon (m)  | Goud      | 383,88 punten |
|                         |                         |           | |
| Guo Jingjing            | 3m plank (v)            | Goud      | voorronde: 3e met 319,71 punten halve finale: 2e met 243,06 punten finale: 1e met 390,09 punten totaal: 633,15 punten   |
| Wu Minxia               | 3m plank (v)            | Zilver    | voorronde: 6de met 306,96 punten halve finale: 3e met 240,39 punten finale: 3e met 371,61 punten totaal: 612,00 punten  |
| Lao Lishi               | 10m toren (v)           | Zilver    | voorronde: 4e met 348,93 punten halve finale: 1e met 203,04 punten finale: 2e met 373,26 punten totaal: 576,30 punten   |
| Li Ting                 | 10m toren (v)           | 6e        | voorronde: 7de met 339,69 punten halve finale: 2e met 198,33 punten finale: 6de met 348,15 punten totaal: 546,48 punten |
| Wu Minxia Guo Jingjing  | 3m plank synchroon (v)  | Goud      | 336,90 punten |
| Lao Lishi Li Ting       | 10m toren synchroon (v) | Goud      | 352,14 punten |

### Softbal
| Olympiër | Onderdeel | Resultaat | Prestatie |
| --- | --------- | --------- | --- |
| Wei Qiang Tao Hua Deng Xiaoling Mu Xia Lu Wei Wang Xiaoyan Zhang Ai Li Chunxia Zhou Yi Guo Jia Li Qi Mi Renrong Wu Di Zhang Lixia Luo Lin | vrouwen   | 4e        | groepsfase: 4e W van Griekenland: 5-0 V van Italië: 5-7 W van Canada: 4-2 V van Verenigde Staten: 0-4 V van Australië: 0-5 W van Chinees Taipei: 1-0 V van Japan: 0-2 kwartfinale: V van Japan: 0-1 |

| Groepsfase |                  |             |             |             |    |    |     |        |
| #          | Land             | Wedstrijden | Wedstrijden | Wedstrijden |    |    |     | Punten |
| #          | Land             | G           | W           | V           |    |    |     | Punten |
| 1          | Verenigde Staten | 7           | 7           | 0           | 41 | 0  | +41 | 1000   |
| 2          | Australië        | 7           | 6           | 1           | 22 | 14 | +8  | .857   |
| 3          | Japan            | 7           | 4           | 3           | 17 | 8  | +9  | .571   |
| 4          | China            | 7           | 3           | 4           | 15 | 20 | -5  | .429   |
| 5          | Canada           | 7           | 3           | 4           | 6  | 14 | -8  | .429   |
| 6          | Chinees Taipei   | 7           | 2           | 5           | 3  | 13 | -10 | .286   |
| 7          | Griekenland      | 7           | 2           | 5           | 6  | 24 | -18 | .286   |
| 8          | Italië           | 7           | 1           | 6           | 8  | 24 | -16 | .143   |

| Ronde       | Datum  | Plaats | Land | Score            | Land |
| ----------- | ------ | ------ | ---- | ---------------- | ---- |
| Groepsfase  |        |        |      |                  |      |
| 14 augustus | Athene | China  | 5-0  | Griekenland      |      |
| 15 augustus | Athene | China  | 5-7  | Italië           |      |
| 16 augustus | Athene | China  | 4-2  | Canada           |      |
| 17 augustus | Athene | China  | 0-4  | Verenigde Staten |      |
| 18 augustus | Athene | China  | 0-5  | Australië        |      |
| 19 augustus | Athene | China  | 1-0  | Chinees Taipei   |      |
| 20 augustus | Athene | China  | 0-2  | Japan            |      |
| Kwartfinale |        |        |      |                  |      |
| 22 augustus | Athene | China  | 0-1  | Japan            |      |

### Synchroonzwemmen
| Olympiër                                                                     | Onderdeel | Resultaat | Prestatie |
| ---------------------------------------------------------------------------- | --------- | --------- | --- |
| Gu Beibei Zhang Xiaohuan                                                     | duet      | 7e        | kwalificatie: 8ste technisch: 7de met 46,584 punten vrij: 7de met 46,750 punten totaal: 93,334 punten finale: technisch: 7de met 46,584 punten vrij: 7de met 47,084 punten totaal: 93,668 punten |
| Chen Yu Gu Beibei He Xiaochu Hou Yingli Hu Ni Li Zhen Wang Na Zhang Xiaohuan | team      | 6e        | technisch: 6de met 47,084 punten vrij: 6de met 47,500 punten totaal: 94,584 punten |

### Taekwondo
| Olympiër   | Onderdeel | Resultaat | Prestatie |
| ---------- | --------- | --------- | --- |
| Luo Wei    | -67kg (v) | Goud      | 1e ronde: W van KOR Hwang: 10-8 kwartfinale: W van NOR Solheim: scheidsrechterlijke beslissing halve finale: W van PUR Díaz: 5-3 finale: W van GRE Mystakidou: 7-6 |
| Chen Zhong | +67kg (v) | Goud      | 1e ronde: W van JPN Okamoto: 7-5 kwartfinale: W van VEN Carmona: 7-5 halve finale: W van BRA Falavigna: 8-5 finale: W van FRA Baverel: 12-5                        |

### Tafeltennis
| Olympiër              | Onderdeel      | Resultaat | Prestatie |
| --------------------- | -------------- | --------- | --- |
| Ma Lin                | enkelspel (m)  | 9e        | 1e ronde: vrij 2e ronde: vrij 3e ronde: W van CRO Primorac: 4-1 (11-5, 11-3, 11-3, 9-11, 11-5) 4e ronde: V van SWE Waldner: 1-4 (9-11, 10-12, 11-7, 5-11, 9-11) |
| Wang Hao              | enkelspel (m)  | Zilver    | 1e ronde: vrij 2e ronde: vrij 3e ronde: W van GER Roßkopf: 4-1 (11-5, 12-10, 11-5, 11-13, 11-6) 4e ronde: W van DOM Lin: 4-1 (11-5, 11-7, 7-11, 12-10, 11-7) kwartfinale: W van TPE Chuang: 4-2 (5-11, 12-10, 9-11, 11-4, 11-6, 11-7) halve finale: W van CHN Wang: 4-1 (11-8, 11-5, 6-11, 11-9, 11-3) finale: V van KOR Ryu: 2-4 (3-11, 11-9, 9-11, 9-11, 13-11, 9-11) |
| Wang Liqin            | enkelspel (m)  | Brons     | 1e ronde: vrij 2e ronde: vrij 3e ronde: W van NED Keen: 4-1 (6-11, 11-1, 11-8, 11-4, 11-2) 4e ronde: W van KOR Joo: 4-1 (11-7, 11-7, 9-11, 11-6, 11-6) kwartfinale: W van HKG Ko: 4-1 (11-9, 13-11, 6-11, 11-8, 11-4) halve finale: V van CHN Hao: 1-4 (8-11, 5-11, 11-6, 9-11, 3-11) bronzen finale: W van SWE Waldner: 4-1 (10-12, 11-3, 11-8, 11-7, 11-9)            |
| Chen Qi Ma Lin        | dubbelspel (m) | Goud      | 1e ronde: vrij 2e ronde: vrij 3e ronde: W van NED Heister/Keen: 4-2 (10-12, 11-7, 11-7, 11-13, 11-5, 11-3) kwartfinale: W van POL Błaszczyk/Krzeszewski: 4-1 (8-11, 11-6, 11-6, 12-10, 11-7) halve finale: W van DEN Maze/Tugwell: 4-2 (11-9, 10-12, 11-7, 8-11, 13-11, 13-11) finale: W van HKG Ko/Li: 4-2 (11-6, 11-7, 7-11, 11-8, 8-11, 11-5)                        |
| Kong Linghui Wang Hao | dubbelspel (m) | 9e        | 1e ronde: vrij 2e ronde: vrij 3e ronde: V van SWE Persson/Waldner: 1-4 (11-8, 6-11, 6-11, 9-11, 10-12) |
|                       |                |           | |
| Niu Jianfeng          | enkelspel (v)  | 9e        | 1e ronde: vrij 2e ronde: vrij 3e ronde: W van GER Wosik: 4-3 (12-14, 12-14, 11-5, 10-12, 11-6, 11-2, 11-6) 4e ronde: V van PRK Kim: 0-4 (8-11, 9-11, 9-11, 4-11) |
| Wang Nan              | enkelspel (v)  | 5e        | 1e ronde: vrij 2e ronde: vrij 3e ronde: W van PRK Kim: 4-2 (11-6, 13-15, 8-11, 11-2, 11-5, 11-9) 4e ronde: W van ROU Zamfir: 4-1 (9-11, 11-8, 11-2, 11-9, 11-4) kwartfinale: V van SIN Li: 1-4 (7-11, 7-11, 13-11, 9-11, 8-11) |
| Zhang Yining          | enkelspel (v)  | Goud      | 1e ronde: vrij 2e ronde: vrij 3e ronde: W van NZL Li: 4-0 (11-8, 12-10, 11-5, 11-7) 4e ronde: W van HKG Lau: 4-1 (11-5, 11-7, 11-3, 9-11, 11-5) kwartfinale: W van CRO Boroš: 4-0 (12-10, 15-13, 13-11, 11-3) halve finale: W van KOR Kim: 4-1 (13-11, 11-8, 11-6, 5-11, 11-8) finale: W van PRK Kim: 4-0 (11-8, 11-7, 11-2, 11-2)                                      |
| Wang Nan Zhang Yining | dubbelspel (v) | Goud      | 1e ronde: vrij 2e ronde: vrij 3e ronde: vrij 4e ronde: W van ITA Stefanova/Mondardini: 4-0 (11-6, 11-3, 12-10, 14-12) kwartfinale: W van HKG Song/Tie: 4-2 (11-4, 3-11, 11-13, 11-8, 12-10, 11-8) halve finale: W van CHN Guo/Niu: 4-2 (11-7, 13-11, 9-11, 13-11, 6-11, 13-11) finale: W van KOR Lee/Seok: 4-0 (11-9, 11-7, 11-6, 11-6)                                 |
| Guo Yue Niu Jianfeng  | dubbelspel (v) | Brons     | 1e ronde: vrij 2e ronde: vrij 3e ronde: vrij 4e ronde: W van TPE Huang/Lu: 4-0 (11-9, 11-4, 11-6, 11-2) kwartfinale: W van JPN Fujinuma/Umemura: 4-2 (11-3, 12-10, 9-11, 12-14, 11-4, 11-8) halve finale: V van CHN Nan/Zhang: 2-4 (7-11, 11-13, 11-9, 11-13, 11-6, 11-13) bronzen finale: W van KOR Kim/Kim: 4-3 (11-7, 5-11, 11-4, 11-9, 7-11, 9-11, 11-9)            |

### Tennis
| Olympiër             | Onderdeel      | Resultaat | Prestatie |
| -------------------- | -------------- | --------- | --- |
| Zheng Jie            | enkelspel (v)  | 33e       | 1e ronde: V van JPN Sugiyama: 6-4, 3-6, 6-8 |
| Li Ting Sun Tiantian | dubbelspel (v) | Goud      | 1ste ronde: W van USA Rubin/V Williams: 7-5, 1-6, 6-3 2de ronde: W van ITA Farina-Elia/Schiavone: 6-1, 7-6 kwartfinale: W van AUS Molik/Stubbs: 6-2, 6-3 halve finale: W van ARG Suarez/Tarabini: 6-2, 2-6, 97 finale: W van ESP Martinez/Ruano Pascual: 6-3, 6-3 |
| Yan Zi Zheng Jie     | dubbelspel (v) | 5e        | 1e ronde: W van SLO Matevzic/Pisnik: 6-2, 6-1 2e ronde: W van SUI Casanova/Schnyder: 6-3, 6-3 kwartfinale: V van ESP Martinez/Ruano Pascual: 1-6, 1-6 |

### Triatlon
| Olympiër     | Onderdeel | Resultaat | Prestatie      |
| ------------ | --------- | --------- | -------------- |
| Lin Xing     | vrouwen   | DNF       | niet gefinisht |
| Wang Hong Ni | vrouwen   | 40e       | 2:18.40,07     |

### Voetbal
| Olympiër | Onderdeel | Resultaat | Prestatie                                          |
| --- | --------- | --------- | -------------------------------------------------- |
| Bai Lili Bi Yan Fan Yunjie Gao Yingying Han Duan Ji Ting Jin Xiaomei Li Jie Liu Huana Liu Yali Ning Zhenyun Pu Wei Qu Feifei Ren Liping Shi Dan Teng Wei Wang Kun Wang Liping Xiao Zhen Zhang Ouying Zhang Ying Zhong Jinyu | vrouwen   | 9e        | groep A: 3e V van Duitsland: 0-8 G van Mexico: 1-1 |

| Groep C |           |             |             |             |             |            |            |            |        |
| #       | Land      | Wedstrijden | Wedstrijden | Wedstrijden | Wedstrijden | Doelpunten | Doelpunten | Doelpunten | Punten |
| #       | Land      | G           | W           | G           | V           | V          | T          | Saldo      | Punten |
| 1       | Duitsland | 2           | 2           | 0           | 0           | 10         | 0          | +10        | 6      |
| 2       | Mexico    | 2           | 0           | 1           | 1           | 1          | 3          | -2         | 1      |
| 3       | China     | 2           | 0           | 1           | 1           | 1          | 9          | -8         | 1      |

| Ronde       | Datum  | Plaats    | Land | Score  | Land |
| ----------- | ------ | --------- | ---- | ------ | ---- |
| Groepsfase  |        |           |      |        |      |
| 11 augustus | Patras | Duitsland | 8-0  | China  |      |
| 14 augustus | Patras | China     | 1-1  | Mexico |      |

### Volleybal

#### Beach
| Olympiër           | Onderdeel | Resultaat | Prestatie |
| ------------------ | --------- | --------- | --- |
| Tian Jia Wang Fei  | vrouwen   | 9e        | groep F: 3e V van AUS Lochowicz/Pottharst: 0-2 (18-21, 18-21) W van MEX García/Gaxiola: 2-0 (21-19, 21-15) V van GRE Karantasiou/Syri: 0-2 (14-21, 17-21) 2e ronde: V van USA Walsh/May: 0-2 (11-21, 18-21) |
| Wang Lu You Wenhui | vrouwen   | 17e       | groep E: 4e V van GER Pohl/Rau: 0-2 (17-21, 18-21) V van AUS Cook/Sanderson: 1-2 (19-21, 21-17, 15-7) V van BUL Jantsjoelova/Jantsjoelova: 0-2 (19-21, 17-21)                                               |

#### Indoor
| Olympiër | Onderdeel | Resultaat | Prestatie |
| --- | --------- | --------- | --- |
| Chen Jing Feng Kun Li Shan Liu Yanan Song Nina Wang Lina Yang Hao Zhang Na Zhang Ping Zhang Yuehong Zhao Ruirui Zhou Suhong Li Yan | vrouwen   | Goud      | groep B: 1e V van Verenigde Staten: 3-1 (25-21, 23-25, 25-22, 25-18) W van Dominicaanse Republiek: 3-0 (25-20, 25-16, 25-16) V van Cuba: 2-3 (19-25, 25-22, 25-15, 21-25, 13-15) W van Duitsland: 3-0 (25-18, 25-15, 25-16) W van Rusland: 3-0 (25-15, 25-16, 28-26) kwartfinale: W van Japan: 3-0 (25-20, 25-22, 25-20) halve finale: W van Cuba: 3-2 (25-22, 25-20, 17-25, 23-25, 15-10) finale: W van Rusland: 3-2 (28-30, 25-27, 25-20, 25-23, 15-12) |

| Groep B |                        |             |             |             |      |      |       |           |           |           |        |
| #       | Land                   | Wedstrijden | Wedstrijden | Wedstrijden | Sets | Sets | Sets  | Setpunten | Setpunten | Setpunten | Punten |
| #       | Land                   | G           | W           | V           | V    | T    | Saldo | V         | T         | Saldo     | Punten |
| 1       | China                  | 5           | 4           | 1           | 14   | 4    | +10   | 429       | 346       | +83       | 9      |
| 2       | Rusland                | 5           | 3           | 2           | 11   | 8    | +3    | 426       | 388       | +38       | 8      |
| 3       | Cuba                   | 5           | 3           | 2           | 11   | 10   | +1    | 443       | 460       | -17       | 8      |
| 4       | Verenigde Staten       | 5           | 2           | 3           | 11   | 10   | +1    | 472       | 467       | +5        | 7      |
| 5       | Duitsland              | 5           | 2           | 3           | 7    | 11   | -4    | 387       | 414       | -27       | 7      |
| 6       | Dominicaanse Republiek | 5           | 1           | 4           | 3    | 14   | -11   | 334       | 416       | -82       | 6      |

| Ronde        | Datum  | Plaats  | Land | Score                  | Land |
| ------------ | ------ | ------- | ---- | ---------------------- | ---- |
| Groepsfase   |        |         |      |                        |      |
| 14 augustus  | Athene | China   | 3-1  | Verenigde Staten       |      |
| 16 augustus  | Athene | China   | 3-0  | Dominicaanse Republiek |      |
| 18 augustus  | Athene | Cuba    | 3-2  | China                  |      |
| 20 augustus  | Athene | China   | 3-0  | Duitsland              |      |
| 22 augustus  | Athene | Rusland | 0-3  | China                  |      |
| Kwartfinale  |        |         |      |                        |      |
| 24 augustus  | Athene | Japan   | 0-3  | China                  |      |
| Halve finale |        |         |      |                        |      |
| 26 augustus  | Athene | Cuba    | 2-3  | China                  |      |
| Finale       |        |         |      |                        |      |
| 28 augustus  | Athene | Rusland | 2-3  | China                  |      |

### Wielersport
| Olympiër      | Onderdeel        | Resultaat | Prestatie   |
| Baan          | Baan             | Baan      | Baan        |
| ------------- | ---------------- | --------- | ----------- |
| Jiang Yonghua | tijdrit (v)      | Zilver    | 34,112      |
| Meifang Li    | puntenkoers (v)  | 13e       | 1 punt      |
| Mountainbike  |                  |           |             |
| Zhu Yongbiao  | mannen           | 42e       | op 2 ronden |
|               |                  |           |             |
| Ma Yanping    | vrouwen          | 17e       | 2:13.18     |
| Weg           |                  |           |             |
| Zhang Junying | wegwedstrijd (v) | 47e       | 3:33.35     |
| Zhang Yunjuan | wegwedstrijd (v) | 44e       | 3:33.35     |

### Worstelen
| Olympiër       | Onderdeel   | Resultaat   | Prestatie |
| Vrije stijl    | Vrije stijl | Vrije stijl | Vrije stijl |
| -------------- | ----------- | ----------- | --- |
| Li Zhengyu     | -55kg (m)   | 5e          | groep 2: 1e W van BUL Velikov: 3-1 W van RSA Williams: 3-1 kwartfinale: V van USA Abas: 1-3 5-6de plek: W van KOR Kim: 3-1           |
| Wang Yuanyuan  | -96kg (m)   | 6e          | groep 1: 1e V van GRE Laliotis: 1-3 W van SVK Pecha: 3-1 kwartfinale: V van UZB Ibragimov: 1-3 5-6de plek: V van AZE Aghayev: 0-5    |
|                |             |             | |
| Li Hui         | -48kg (v)   | 9e          | groep 3: 3e V van USA Miranda: 0-3 V van RUS Oorzhak: 1-3 W van VEN Caripa: 4-0                                                      |
| Sun Dongmei    | -55kg (v)   | 6e          | groep 3: 2e W van JPN Yoshida: 4-0 W van ITA Giampiccolo: 3-1 5-8ste plek: W van KOR Lee: 3-1 5-6de plek: V van PUR Fonseca: 1-3     |
| Meng Lili      | -63kg (v)   | 9e          | groep 2: 3e V van USA McMann: 0-5 W van CAN Yanik: 3-1                                                                               |
| Wang Xu        | -72kg (v)   | Goud        | groep 3: 1e W van CAN Nordhagen: 3-1 W van ITA Juszczak: 3-0 halve finale: W van JPN Hamaguchi: 3-1 finale: W van RUS Manyurova: 3-1 |
| Grieks-Romeins |             |             | |
| Sheng Jiang    | -55kg (m)   | 13e         | groep 7: 3e V van GRE Kyuregyan: 1-3 V van DEN Nyblom: 3-1 W van KGZ Kalilov: 3-1                                                    |
| Ai Linuer      | -60kg (m)   | 13e         | groep 6: 2e V van RUS Shevtsov: 1-3 W van GER Kohl: 3-1                                                                              |
| Saiyinjiya     | -74kg (m)   | 11e         | groep 3: 2e V van SUI Bucher: 1-3 W van BLR Kikiniou: 3-1                                                                            |

### Zeilen
| Olympiër      | Onderdeel   | Resultaat | Prestatie                                     |
| ------------- | ----------- | --------- | --------------------------------------------- |
| Zhou Yuanguo  | mistral (m) | 7e        | 84 punten: (19-9-21-3-8-1-11-4-12-14-3)       |
|               |             |           |                                               |
| Yin Jian      | mistral (v) | Zilver    | 33 punten: (11-6-2-6-4-1-1-1-2-9-1)           |
| Shen Xiaoying | europe (v)  | 7e        | 88 punten: (11-20-3-2-12-7-20-OCS-6-2-5)      |
|               |             |           |                                               |
| Chi Qiang     | laser       | 31e       | 251 punten: (29-28-4-37-22-29-36-17-28-23-35) |

### Zwemmen
| Olympiër                                                       | Onderdeel             | Resultaat | Prestatie                                                                       |
| -------------------------------------------------------------- | --------------------- | --------- | ------------------------------------------------------------------------------- |
| Chen Zuo                                                       | 50m vrije slag (m)    | 42e       | serie 7: 8ste in 23,41                                                          |
| Huang Shaohua                                                  | 100m vrije slag (m)   | 60e       | serie 5: 8ste in 55,46                                                          |
| Zhang Lin                                                      | 200m vrije slag (m)   | 43e       | serie 6: 7de in 1.53,84                                                         |
| Zhang Lin                                                      | 400m vrije slag (m)   | 26e       | serie 3: 1e in 3.56,65                                                          |
| Xin Tong                                                       | 1500m vrije slag (m)  | 33e       | serie 2: 6de in 16.10,43                                                        |
| Ouyang Kunpeng                                                 | 100m rugslag (m)      | 11e       | serie 4: 3e in 55,50 halve finale 1: 4e in 55,28                                |
| Yu Rui                                                         | 200m rugslag (m)      | 30e       | serie 5: 8ste in 2.04,51                                                        |
| Wang Haibo                                                     | 100m schoolslag (m)   | 30e       | serie 6: 8ste in 1.03,54                                                        |
| Wang Haibo                                                     | 200m schoolslag (m)   | 14e       | serie 1: 1e in 2.14,61 halve finale 2: 7de in 2.14,94                           |
| Wu Peng                                                        | 100m vlinderslag (m)  | 43e       | serie 4: 7de in 55,14                                                           |
| Wu Peng                                                        | 200m vlinderslag (m)  | 6e        | serie 3: 2e in 1.57,96 halve finale 2: 3e in 1.56,81 finale: 6de in 1.56,28     |
| Wu Peng                                                        | 200m wisselslag (m)   | 24e       | serie 5: 5de in 2.03,60                                                         |
| Zhao Tao                                                       | 200m wisselslag (m)   | 19e       | serie 6: 8ste in 2.02,41                                                        |
| Liu Weijia                                                     | 400m wisselslag (m)   | 28e       | serie 4: 8ste in 4.27,05                                                        |
| Wu Peng                                                        | 400m wisselslag (m)   | 14e       | serie 3: 4e in 4.19,32                                                          |
| Chen Zuo Huang Shaohua Liu Weijia Zheng Kunliang               | 4x100m vrije slag (m) | 15e       | serie 1: 8ste in 3.24,31                                                        |
| Chen Zuo Huang Shaohua Liu Yu Zheng Kunliang                   | 4x200m vrije slag (m) | 10e       | serie 1: 5de in 7.22,87                                                         |
|                                                                |                       |           |                                                                                 |
| Zhu Yingwen                                                    | 50m vrije slag (v)    | 32e       | serie 7: 6de in 26,45                                                           |
| Cheng Jiaru                                                    | 100m vrije slag (v)   | 22e       | serie 6: 8ste in 56,39                                                          |
| Xu Yanwei                                                      | 100m vrije slag (v)   | 25e       | serie 7: 8ste in 56,66                                                          |
| Pang Jiaying                                                   | 200m vrije slag (v)   | 7e        | serie 5: 5de in 2.00,80 halve finale 1: 2e in 1.58,68 finale: 7de in 1.59,16    |
| Yang Yu                                                        | 200m vrije slag (v)   | 15e       | serie 4: 6de in 2.01,33 halve finale 1: 7de in 2.00,52                          |
| Chen Hua                                                       | 400m vrije slag (v)   | 17e       | serie 4: 6de in 4.12,67                                                         |
| Pang Jiaying                                                   | 400m vrije slag (v)   | 14e       | serie 5: 6de in 4.11,81                                                         |
| Chen Hua                                                       | 800m vrije slag (v)   | 11e       | serie 4: 4e in 8.36,24                                                          |
| Gao Chang                                                      | 100m rugslag (v)      | 15e       | serie 6: 5de in 1.02,19 halve finale 2: 8ste in 1.02,17                         |
| Zhan Shu                                                       | 100m rugslag (v)      | 14e       | serie 4: 6de in 1.02,39 halve finale 1: 7de in 1.02,10                          |
| Chen Xiujun                                                    | 200m rugslag (v)      | DSQ       | serie 3: gediskwalificeerd                                                      |
| Zhan Shu                                                       | 200m rugslag (v)      | 33e       | serie 3: 7de in 2.31,56                                                         |
| Luo Xuejuan                                                    | 100m schoolslag (v)   | Goud      | serie 5: 2e in 1.09,07 halve finale 1: 4e in 1.08,57 finale: 1e in 1.06,64 (OR) |
| Qi Hui                                                         | 100m schoolslag (v)   | DSQ       | serie 5: 3e in 1.09,29 halve finale 2: 4e in 1.09,06 finale: gediskwalificeerd  |
| Luo Xuejuan                                                    | 200m schoolslag (v)   | DNS       | serie 5: niet gestart                                                           |
| Qi Hui                                                         | 200m schoolslag (v)   | 6e        | serie 5: 4e in 2.28,66 halve finale 1: 4e in 2.26,75 finale: 6de in 2.26,35     |
| Xu Yanwei                                                      | 100m vlinderslag (v)  | 28e       | serie 5: 8ste in 1.01,53                                                        |
| Zhou Yafei                                                     | 100m vlinderslag (v)  | 12r       | serie 4: 4e in 59,62 halve finale 2: 8ste in 59,48                              |
| Li Jie                                                         | 200m vlinderslag (v)  | 16e       | serie 3: 4e in 2.11,77 halve finale 2: 8ste in 2.13,41                          |
| Qi Hui                                                         | 200m wisselslag (v)   | 29e       | serie 3: 8ste in 2.26,02                                                        |
| Zhou Yafei                                                     | 200m wisselslag (v)   | 12r       | serie 2: 3e in 2.15,56 halve finale 1: 7de in 2.15,93                           |
| Zhang Tianyi                                                   | 400m wisselslag (v)   | DSQ       | serie 3: gediskwalificeerd                                                      |
| Cheng Jiaru Xu Yanwei Yang Yu Zhu Yingwen                      | 4x100m vrije slag (v) | 8e        | serie 1: 4e in 3.42,84 finale: 8ste in 3.42,90                                  |
| Li Ji Pang Jiaying Xu Yanwei Yang Yu Zhu Yingwen               | 4x200m vrije slag (v) | Zilver    | serie 2: 3e in 8.05,38 finale: 2e in 7.55,97                                    |
| Chen Xiujun Luo Xuejuan Qi Hui Zhan Shu Zhou Yafei Zhu Yingwen | 4x100m wisselslag (v) | 4e        | serie 2: 3e in 4.05,97 finale: 4e in 4.03,35                                    |

Afghanistan · Albanië · Algerije · Amerikaanse Maagdeneilanden · Amerikaans-Samoa · Andorra · Angola · Antigua en Barbuda · Argentinië · Armenië · Aruba · Australië · Azerbeidzjan · Bahama's · Bahrein · Bangladesh · Barbados · België · Belize · Benin · Bermuda · Bhutan · Bolivia · Bosnië en Herzegovina · Botswana · Brazilië · Britse Maagdeneilanden · Brunei · Bulgarije · Burkina Faso · Burundi · Cambodja · Canada · Centraal-Afrikaanse Republiek · Chili · China · Chinees Taipei · Colombia · Comoren · Congo-Brazzaville · Congo-Kinshasa · Cookeilanden · Costa Rica · Cuba · Cyprus · Denemarken · Djibouti · Dominica · Dominicaanse Republiek · Duitsland · Ecuador · Egypte · El Salvador · Equatoriaal-Guinea · Eritrea · Estland · Ethiopië · Fiji · Filipijnen · Finland · Frankrijk · Gabon · Gambia · Georgië · Ghana · Grenada · Griekenland · Groot-Brittannië · Guam · Guatemala · Guinee · Guinee‑Bissau · Guyana · Haïti · Honduras · Hongarije · Hongkong · Ierland · IJsland · India · Indonesië · Irak · Iran · Israël · Italië · Ivoorkust · Jamaica · Japan · Jemen · Jordanië · Kaaimaneilanden · Kaapverdië · Kameroen · Kazachstan · Kenia · Kirgizië · Kiribati · Koeweit · Kroatië · Laos · Lesotho · Letland · Libanon · Liberia · Libië · Liechtenstein · Litouwen · Luxemburg · Macedonië · Madagaskar · Malawi · Malediven · Maleisië · Mali · Malta · Marokko · Mauritanië · Mauritius · Mexico · Micronesië · Moldavië · Monaco · Mongolië · Mozambique · Myanmar · Namibië · Nauru · Nederland · Nederlandse Antillen · Nepal · Nicaragua · Nieuw-Zeeland · Niger · Nigeria · Noord-Korea · Noorwegen · Oeganda · Oekraïne · Oezbekistan · Oman · Oostenrijk · Oost‑Timor · Pakistan · Palau · Palestina · Panama · Papoea-Nieuw-Guinea · Paraguay · Peru · Polen · Portugal · Puerto Rico · Qatar · Roemenië · Rusland · Rwanda · Saint Kitts en Nevis · Saint Lucia · Saint Vincent en Grenadines · Salomonseilanden · Samoa · San Marino · Sao Tomé en Principe · Saoedi-Arabië · Senegal · Servië en Montenegro · Seychellen · Sierra Leone · Singapore · Slovenië · Slowakije · Soedan · Somalië · Spanje · Sri Lanka · Suriname · Swaziland · Syrië · Tadzjikistan · Tanzania · Thailand · Togo · Tonga · Trinidad en Tobago · Tsjaad · Tsjechië · Tunesië · Turkije · Turkmenistan · Uruguay · Vanuatu · Venezuela · Verenigde Arabische Emiraten · Verenigde Staten · Vietnam · Wit-Rusland · Zambia · Zimbabwe · Zuid-Afrika · Zuid-Korea · Zweden · Zwitserland